# MBNA Mid-Atlantic 200
MBNA Mid-Atlantic 200 (no Brasil: Grande Prêmio de Dover) foi disputado no autódromo Dover International Speedway. A prova fez parte da IRL nas temporadas de 1998 e 1999. Atualmente a prova faz parte do calendário da NASCAR.

## Vencedores

### Indy Racing League
| Ano  | Data        | Corrida               | Vencedor    | Equipe        | Chassis | Motor      | Detalhes |
| ---- | ----------- | --------------------- | ----------- | ------------- | ------- | ---------- | -------- |
| 1998 | 18 de Julho | Pep Boys 400K         | Scott Sharp | Kelley Racing | Dallara | Oldsmobile | Detalhes |
| 1999 | 1 de Agosto | MBNA Mid-Atlantic 200 | Greg Ray    | Team Menard   | Dallara | Oldsmobile | Detalhes |